# Central térmica de Jinámar
La central térmica de Jinámar es una central térmica con cinco grupos de fuelóleo, donde tres de los cuales se utilizan para potabilizar agua del mar. A su vez, cuenta con tres turbinas de gas y cinco grupos diésel. Se sitúa en el término municipal de Las Palmas de Gran Canaria.

## Historia
La primera turbina a vapor se inauguró en 1972. Con una potencia de 33 MW, cumple la doble función de generar energía eléctrica y desalar agua para el suministro de la capital grancanaria. La segunda y tercera turbina a vapor se dedican solamente a la producción de electricidad. Estos cuentan con una potencia de 40 MW cada uno desde su inauguración en 1975 y 1978, respectivamente. La cuarta y quinta turbina a vapor tienen una potencia de 60 MW. Comenzaron a operar en 1982 y 1984, respectivamente, cumpliendo la función doble de producir electricidad y agua desalada. Como hecho a destacar, es que estos grupos emplean fuelóleo de bajo índice de azufre como combustible.
Los tres primeros grupos diésel se incorporaron a la central entre 1973 y 1974. Cada uno de ellos tiene una potencia de 12 MW. En 1990 entraron en producción otros dos grupos diésel de 24 MW cada uno.
El primer grupo de turbina de gas (emplean gasóleo como combustible) se conectó a la red en 1981. Su potencia es de 23,45 MW. Durante 1989, se incorporaron al parque de generación de la central otros dos grupos de 37,5 MW.
En 2005, la central obtuvo de la mano de AENOR el certificado ISO 14001, que acredita que sus actividades se realizan bajo un sistema de gestión ambiental.

## Propiedad
La central térmica de Jinámar está participada por:
- Endesa  100%

## Curiosidades
La chimenea principal de la central térmica de Jinámar, con sus 176 metros, es la estructura artificial más alta de Canarias.